# Ersnäs
Ersnäs is een stadje (tätort) binnen de Zweedse gemeente Luleå. Het stadje was vroeger een haven op de plaats van de rivier Alån de Botnische Golf instroomde. Door stijging van het land ligt Ersnäs nu niet meer aan zee, maar ongeveer 1 kilometer landinwaarts.
Samen met de omliggende plaatsen Måttsund, Alvik, Skäret, Mörön en Antnäs wordt het ook wel Sörbyarna genoemd. Het westelijke deel van het stadje wordt administratief ingedeeld als småort met 70 inwoners op 0,12 km².
Bestuurscentrum: Luleå (Tätort)
Tätort: Alvik · Antnäs · Bälinge · Bensbyn · Bergnäset · Brändön · Ersnäs · Gammelstad · Jämtön · Kallax · Karlsvik · Klöverträsk · Måttsund · Persön · Råneå · Rutvik · Södra Sunderbyn
Småort: Ale · Ängesbyn · Avan · Björknäs en Harrviken · Björsbyn · Böle · Börjelslandet · Brännan · Bränslan · Fällträsk · Gäddvik · Hagaviken · Midbyn · Mörön · Niemisel · Norra Gäddvik · Örarna · Reveln · Smedsbyn · Södra Prästholm · Sundom · Vitå
Overig: Alhamn · Skäret · Niemiholm